# Sarah Dines
Sarah Elizabeth Dines (Billericay, 27 de mayo de 1965) es una política británica que forma parte del Partido Conservador. Ha sido miembro del Parlamento (MP) de Derbyshire Dales desde 2019.

## Biografía
Sarah Dines nació en Billericay y se crio en Basildon, Essex.Sus padres, Elizabeth (de soltera Dale) y Tony Dines, eran agricultores arrendatarios hasta que terminó su arrendamiento y les quitaron la granja para formar parte de lo que luego se convirtió en la nueva ciudad de Basildon. Su madre trabajó como concejala por el Partido Conservador en el Consejo de Distrito de Basildon y, posteriormente, en el Ayuntamiento de Maldon, el Consejo de Distrito de Maldon y el Consejo del Condado de Essex.
Sarah Dines asistió a la escuela integral de Chalvedon y completó sus A Levels en Basildon College.Estudió en la Universidad Brunel de 1983 a 1987, y en la Facultad de Derecho de Inns of Court entre 1987 y 1988. Es miembro de Lincoln's Inn y fue convocada al Colegio de Abogados en julio de 1988.

## Carrera

### Carrera jurídica
Trabajó como practicante de derecho de familia, últimamente en 3 Paper Buildings, lidiando con divorcios, incluidos activos financieros y comerciales complejos, cuidado, adopción, derecho internacional de menores y sustracción de menores y temas relacionados. Es miembro del Colegio de Abogados de Derecho de Familia y de la Academia Británica de Ciencias Forenses.

### Carrera política
Ha sido conservadora toda la vida, y se unió al Partido Conservador cuando era adolescente; fue presidenta de Basildon Young Conservatives. Mientras estaba en la universidad, fue presidenta de la Asociación Conservadora de la Universidad de Brunel y Secretaria de los Estudiantes Conservadores de Londres. También trabajó como investigadora parlamentaria para el parlamentario Sir George Gardiner.Con 21 años, fue elegida miembro del Consejo de Distrito de Basildon, en representación del barrio de Burstead de 1987 a 1991. Disputó sin éxito la sede de Belfast East en las elecciones generales de 1997.

### Carrera parlamentaria
Fue elegida miembro del Parlamento para el Distrito Electoral de Derbyshire Dales en las elecciones generales de 2019 con 29 356 votos, una mayoría de 17 381.
Poco después de su elección, Sarah Dines fue nombrada secretaria privada parlamentaria del Secretario de Estado para Irlanda del Norte. En marzo de 2020, fue elegida miembro del Comité Selecto de Justicia. El 2 de marzo de 2020, fue nombrada miembro del Comité Especial del Proyecto de Ley de las Fuerzas Armadas.En diciembre de 2020, el Sunday Times publicó un artículo que informaba que Dines había estado reclamando gastos de alojamiento en un hotel ubicado cerca de su oficina parlamentaria a pesar de poseer seis casas en total, por un valor aproximado de £ 5 millones. El periódico acusó a Dines de "cobrar al contribuyente miles de libras por estadías regulares en un hotel de cuatro estrellas". Un portavoz de Dines respondió, indicando que ella se había ceñido a todos los procesos necesarios para declarar sus intereses y que cualquier reclamo de gastos que haya hecho "ha estado en línea con las instrucciones establecidas por la Autoridad de Normas Parlamentarias Independientes". Dines estaba en la lista en el número 6 en una clasificación de los 11 miembros del Parlamento de Derbyshire enumerados en términos de cuánto gastaron en gastos parlamentarios.El 17 de septiembre de 2021, fue nombrada secretaria privada parlamentaria del primer ministro Boris Johnson, junto con Andrew Griffith, en la segunda reorganización del gabinete del segundo ministerio de Johnson.También es miembro de numerosos grupos parlamentarios de todos los partidos, que incluyen vigilancia y seguridad, medio ambiente, islas del Pacífico e isla Norfolk, fuerzas armadas, capacidad de fabricación de defensa soberana, asuntos legales y constitucionales, agricultura, distrito de los picos, promoción del comercio y las exportaciones, negocios rurales, Pequeñas y Microempresas, Caribe, Commonwealth, Irlanda e Irlanda en Gran Bretaña, Redes Sociales, Mujeres en el Parlamento y Endometriosis. Es miembro de la Asamblea Parlamentaria Británica-Irlandesa.

## Creencias políticas
Está en el centro-derecha del Partido Conservador, partidaria del grupo Conservadurismo de cuello azul en el Parlamento, que existe para "defender a los trabajadores". En su discurso inaugural, Dines declaró: "Mi política es simple: soy instintivamente cautelosa de la invasión del estado en la vida de la gente común".
Ha sido euroescéptica desde hace mucho tiempo y fue incluida como tal cuando era candidata conservadora en el este de Belfast. Apoyó el Brexit en el referéndum de adhesión a la UE de 2016, y es miembro del European Research Group.
Durante la campaña de las elecciones generales de 2019, dijo que sus prioridades eran "lograr el Brexit", preservar el medio ambiente y una mejor conectividad digital dentro de la circunscripción. Se declaró "apasionadamente comprometida con el campo y el medio ambiente". Dijo que "la gente debe votar en azul para ser verde".
El 20 de diciembre de 2019, firmó la Moción Temprana para que el Big Ben sonara el día del Brexit. Dines es miembro del movimiento "Vote Blue, Go Green" dentro del Partido Conservador.
En su discurso inaugural en la Cámara de los Comunes el 17 de marzo de 2020, Dines dijo: "Soy una conservadora de clase trabajadora, educada en el concejo, educada en la escuela integral". Dines mencionó que su madre hizo campaña con ella en el cochecito, que entregó su primer folleto del partido conservador a la edad de 8 años y a la edad de 17 estaba en el comité que seleccionó a David Amess como el entonces posible candidato parlamentario conservador por Basildon. Continuó diciendo que sus héroes personales fueron Margaret Thatcher y quienes allanaron el camino para Thatcher, los parlamentarios Airey Neave e Ian Gow. También mencionó al ex director del MI6 Sir Maurice Oldfield, que había nacido en su circunscripción, y "nuestros servicios de inteligencia y seguridad, que a menudo son los héroes olvidados de las batallas libradas en el crepúsculo, la oscuridad y el frío".
Sarah Dines ha intervenido en una serie de debates parlamentarios, incluido el proyecto de ley contra el terrorismo y sentencias 2019-21, la ley de agricultura de 2020, el proyecto de ley de operaciones en el extranjero (personal de servicio y veteranos), la ley de coordinación de inmigración y seguridad social (retirada de la UE) de 2020, Ley de Abuso Doméstico 2019-21, Ley de Derecho Internacional Privado (Implementación de Acuerdos) 2020, Ley de las Fuerzas Armadas 2019-21, Ley de Mercado Interno del Reino Unido 2020, COVID-19: Hoja de Ruta, Revestimiento Inseguro: Protección de Inquilinos y Arrendatarios, COVID adicional -19 Restricciones: Proyecto de Ley de Apoyo Económico Justo, El Futuro de la Calle Mayor y Derecho Internacional Privado (Implementación de Acuerdos) (Lores).
Tiene un interés particular en las fuerzas armadas y los veteranos: es miembro de la Royal British Legion y del Ashbourne Ex-Servicemen's Club. Es miembro de las Fuerzas Armadas, el Pacto de las Fuerzas Armadas y los Grupos Parlamentarios de Veteranos de Todos los Partidos.
Sarah Dines fue uno de los diputados conservadores que pidió a la BBC que reconsiderara su decisión de no tocar "Rule, Britannia! " y "Land of Hope and Glory" en la última noche de los Proms, una decisión que finalmente se revirtió. Ella dijo: "Estoy orgullosa de ser británica, al igual que mis electores. Los himnos de nuestra nación son conmovedores y significan mucho más hoy que una referencia a la época histórica en la que fueron escritos. Deberíamos estar orgullosos de la historia y reconocer y aprender de los errores del pasado".
Se ha pronunciado sobre el "abuso en línea verdaderamente despreciable" al que han sido sometidos los parlamentarios, afirmando que "los ataques a la apariencia física parecen estar dirigidos predominantemente a las mujeres parlamentarias".

## Campañas de circunscripción
Sarah Dines ha sido una firme defensora de los problemas locales en su circunscripción. En repetidas ocasiones ha planteado la cuestión de la financiación del tan esperado baipás A515 de Ashbourne, afirmando: "Durante más de 100 años, de una forma u otra, el bypass de Ashbourne en Derbyshire Dales se ha debatido, debatido, consultado y prometido sin cesar".Ha defendido en repetidas ocasiones las compras locales en Derbyshire Dales, apoyando y exhibiendo empresas y productos locales, incluida la agricultura, atracciones turísticas, canteras, lugares para bodas, la industria de la hospitalidad, centros de ocio, queso, destilerías, cervecerías, y salones de belleza, bares de uñas y negocios de fisioterapia dentro de su circunscripción.Ella ha pedido que se reabra la estación de policía en Bakewell, y ha luchado para que las iglesias de su circunscripción permanezcan abiertas durante el cierre por COVID-19.También encabezó la campaña para la reapertura de clubes de cricket con Derbyshire Dales.

## Vida personal
Tiene cuatro hijos adultos. Su marido es David Hoile, asesor de relaciones públicas. Su residencia principal es una "mansión" catalogada de grado II en Great Dunmow, Essex, comprada por 800.000 libras esterlinas en 2003. En total, es propietaria de seis casas, incluida una en Whitechapel, Londres, y un terreno, por un valor total un estimado de £ 5 millones, según The Times.
Exmiembro de la Enfermería de primeros auxilios Yeomanry (Cuerpo de Voluntarios de la Princesa Real) y ha llamado la atención sobre el papel de la unidad durante la pandemia de coronavirus.
Sarah Dines enfermó de coronavirus en marzo de 2020 y comentó 

"Tengo que decir que había mucha gente en peor situación que yo. Lo tuve moderadamente, y fue muy, muy desagradable y bastante aterrador".